# Escola de Engenharia da Universidade Federal do Rio Grande do Sul

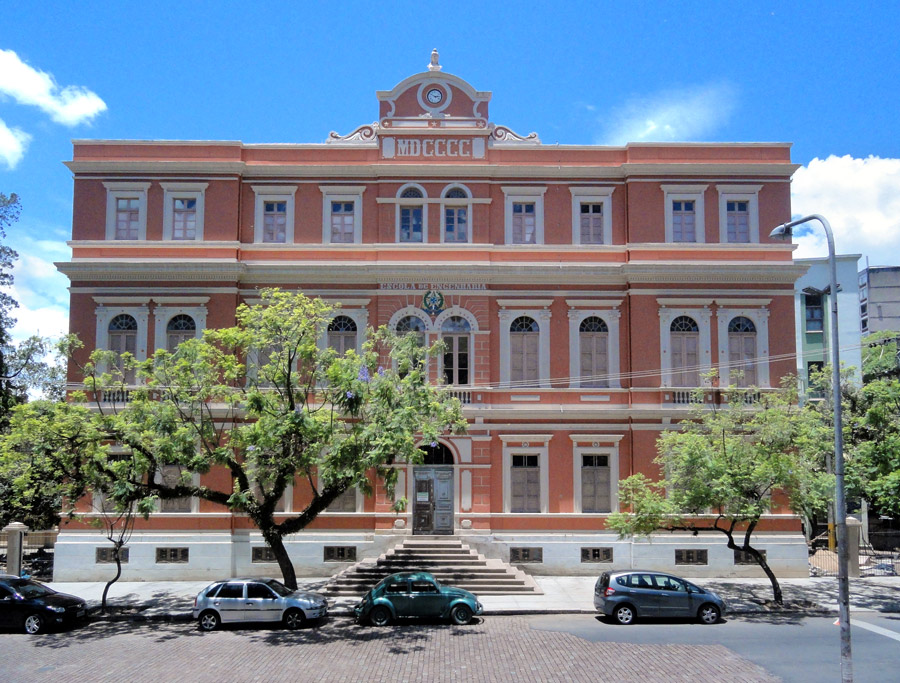
Prédio histórico da Engenharia

A Escola de Engenharia é uma das unidades de ensino mais antigas da Universidade Federal do Rio Grande do Sul, tendo sido fundada em 10 de agosto de 1896.

## História
A Escola de Engenharia da UFRGS foi idealizada por cinco engenheiros militares: João Simplício Alves de Carvalho, João Vespúcio de Abreu e Silva, Juvenal Miller, Lino Carneiro da Fontoura e Gregório de Paiva Meira, todos engenheiros militares e professores da Escola Militar do Rio Grande do Sul, mais o engenheiro civil Álvaro Nunes Pereira. Foram prontamente apoiados pelo presidente da província, Júlio de Castilhos, devoto do positivismo e do lema "saber fazer". Foi a segunda instituição de ensino superior da cidade, pois já existia a Escola de Farmácia, que deu origem à atual Faculdade de Medicina e Faculdade de Farmácia. Ana de Ávila Chagas, baronesa de Candiota, doou o patrimônio inicial necessário para a fundação da escola e a contratação de 50 professores estrangeiros, principalmente alemães.
A Escola iniciou nos seus primeiros anos, um forte movimento de expansão de cursos técnicos e preparatórios que terá imediato impacto sobre suas atividades. Em 1900, foi criado um curso preparatório para candidatos à Escola e a outras faculdades, curso que depois deu origem ao Colégio Júlio de Castilhos, oferecendo cursos primário e ginasial, com três e seis anos, respectivamente, e incluía em seu currículo artes manuais e instrução militar.
Em 1906, era criado o Instituto Técnico Profissional – nomeado inicialmente Escola Benjamin Constant, mais tarde Instituto Parobé, em 1917, destinado à formação de meninos de famílias pobres com ensino de construções mecânicas, marcenaria e carpintaria, artes gráficas e artes do edifício.
Em 1908, criava-se o Instituto de Eletrotécnica, em 1922 chamado de Instituto José Montaury, que ministrava um curso de engenheiro mecânico-eletricista e um curso técnico de montadores mecânicos-eletricistas. No mesmo ano foi instalado o Instituto Astronômico e Meteorológico, voltado ao estudo do clima e estabeleceria uma vasta rede de estações meteorológicas.
Recursos públicos em abundância financiaram a construção de instalações e a expansão da Escola. Uma taxa  equivalente a 2% da arrecadação do estado seria criada ainda em 1908, durante o governo Carlos Barbosa. Já no ano seguinte, a Assembleia legislativa elevaria essa taxa a 4%, garantindo importantes recursos para a Escola.
A antiga edificação passou por um longo processo de restauro para abrigar a direção da Escola de Engenharia e faz parte do conjunto de Prédios Históricos da UFRGS.
Foi denominada Universidade Técnica do Rio Grande do Sul a partir de 1931. Já em 1934, passou a integrar a recém criada Universidade de Porto Alegre, juntamente com as demais escolas superiores da capital.

## Atualidade
Anualmente mais de 850 novos alunos ingressam em seus 13 cursos de graduação, sendo os de Engenharia de Controle e Automação e Engenharia de Energia um dos mais recentes. No total, são mais de 8000 alunos de graduação. Possui ainda 13 programas de pós-graduação, entre stricto sensu (mais de 1700 alunos), lato sensu e mestrado profissional.
A Escola de Engenharia possui nove departamentos: Engenharia Civil, Engenharia de Materiais, Engenharia Mecânica, Engenharia Elétrica, Engenharia de Minas, Metalurgia, Engenharia Química, Engenharia de Produção e Transportes, e Sistemas Elétricos de Automação e Energia. Ao todo são 59 laboratórios e aproximadamente 220 professores, dos quais mais de 90% são doutores e/ou pós-doutores.
Em 2017, a Escola de Engenharia lançou o Fundo Centenário, uma associação sem fins lucrativos cujo objetivo é ser "uma fonte de recursos perpétua, dedicada a apoiar projetos de ensino, pesquisa, extensão e inovação" e se propõe a construir um fundo de investimento através de doações.